# Echthrus tuberculatus
Echthrus tuberculatus är en stekelart som först beskrevs av Tohru Uchida 1929.  Echthrus tuberculatus ingår i släktet Echthrus och familjen brokparasitsteklar. Inga underarter finns listade i Catalogue of Life.